# Patihan (Sidoharjo)
Patihan is een bestuurslaag in het regentschap Sragen van de provincie Midden-Java, Indonesië. Patihan telt 6429 inwoners (volkstelling 2010).